# Pactum Lotharii
Als Pactum Lotharii wird ein Vertrag bezeichnet, den nach traditioneller Auffassung die Republik Venedig und das Frankenreich am 22. oder 23. Februar 840 schlossen. Der Vertrag ist nach Kaiser Lothar I. benannt, der als eine Art Garant der Einhaltung auftrat. Formaler Vertragspartner auf venezianischer Seite war der Doge Pietro Tradonico (836–864), der ausdrücklich als „dux“ bezeichnet wird.

## Einordnung
Der Vertrag galt lange als endgültiger formaler Schritt Venedigs in eine staatliche Unabhängigkeit von Byzanz, weil er erstmals unter Umgehung von Konstantinopel ein Rechtsverhältnis zu einer der benachbarten Mächte schuf, das auf souveräne Initiative der Seerepublik zurückging. Außerdem schuf er Rechtssicherheit, da mit ihm das venezianische Gebiet auf dem Festland vertraglich abgesichert und umschrieben wurde. Diese Position vertrat vor allem Roberto Cessi, der auch die inzwischen widerlegte Idee befürwortete, die ökonomischen Bedingungen hätten Venedigs Handel enorm gestärkt. Inzwischen ließ sich nämlich zeigen, dass die entsprechenden Bestimmungen bereits gut ein Jahrhundert zuvor in ähnlich gelagerten Verträgen mit anderen Städten auftauchten.
Auch die Machtverhältnisse schätzte Cessi unzutreffend ein. Tatsächlich erweist schon der Prolog des Textes, dass der Kaiser von der Höhe seiner politischen Macht – „suggerente ac supplicante Petro, gloriosissimo duce Veneticorum“ – auf Vorschlag und Ersuchen Petrus’, des ruhmreichen Dogen der Veneter, einige Rechtsgrundsätze niederschreiben ließ, um für Frieden zwischen den Bewohnern der Lagune und den benachbarten kaiserlichen Untertanen zu sorgen. Die Verpflichtung Venedigs, den Handel mit christlichen Sklaven zu unterlassen, vor allem aber seine Flotte bereitzustellen, verteilt die Lasten des Vertrages dabei eindeutig zu Ungunsten Venedigs. Im Jahr 847 forderte Lothar Venedig dementsprechend dazu auf, ihn gegen die Sarazenen im Kampf um Benevent zu unterstützen. Nur unter der Bedingung, die Flotte für den Kaiser bereitzuhalten, dürfte der Doge das Privileg erhalten haben.
Lothars Nachfolger erkannten Venedigs Besitz auf Reichsgebiet an, so dass das Pactum fast immer anerkannt und mit Ergänzungen versehen wurde. Diese Ergänzungen spiegeln das zunehmende wirtschaftliche und politische Übergewicht Venedigs wider. Die lokale Geschichtsschreibung machte daraus in den folgenden Jahrhunderten ein Monument der Anerkennung ihrer staatlichen Souveränität. Noch Heinrich V. erkannte seine Gültigkeit im Jahr 1111 an. Überliefert sind bis zum Jahr 1000 insgesamt 13 Bestätigungen, die letzte Anerkennung erfolgte noch 1220.
Als einzige Quellen, die den (angeblich) ersten venezianischen Dogen, den umstrittenen Paulicius, aber auch den zweiten, Marcellus, explizit nennen, bleibt neben dem Pactum Lotharii nur die Chronik des Johannes Diaconus, die Istoria Veneticorum. Diese stellt bereits eine rückblickende Umdeutung des Pactums sowie der gesamten frühen Geschichte der Lagune von Venedig dar.

## Inhalt
Inhaltlich bestätigte das Pactum Lotharii in 35 capitula einerseits ausdrücklich diejenigen Privilegien, die Venedig im Reich bereits vor Lothar eingeräumt worden waren. Vermutet wurden dabei Abmachungen zwischen Pippin, einem der Söhne Karls des Großen und König von Italien einerseits und dem byzantinischen Flottenführer Niketas andererseits, die 806/807 geschlossen worden waren. Die Bestimmungen des Pactums bestanden in rechtlichen Regelungen und betrafen die Nutzung des Reichsterritoriums durch venezianische Händler, insbesondere im Raum zwischen Pesaro und Fermo in den Marken.
Doch zusätzlich wurden die Grenzen des Dukats von Venedig genauer beschrieben, dazu eine Reihe von Siedlungen genannt. Diese waren Rivo alto, Castro Olivoli, Madamauco, Albiola, Cluia, Brundulo, Fossiones (Porto Fossone südl. Chioggia), Lauretum, Torcelo, Amianas, Buriano, Civitate nova (heute ein Stadtteil von San Donà di Piave), Fines (besteht nicht mehr), Equilo, Caprulas, Gradus, Caput Argeles, dazu die Abtei Sant'Ilario und Altinum. Dabei lagen dreizehn der Orte in der Lagune, waren also Inseln, vier lagen auf dem Festland, nämlich Brundulo, Caput Argeles, Lauretum und Fossiones.
Das Pactum berührt des Weiteren die Frage nach der Herkunft der frühen Vermögen in den Händen der führenden Familien Venedigs. Deren Vermögen speiste sich sowohl aus dem Handel, als auch aus dem Grundbesitz innerhalb der Lagune, und zwar dort genauso, wie auf dem italienischen Festland. Schon im 8. Jahrhundert lässt sich in Senigallia, also gleichfalls in den Marken, venezianischer Grundbesitz belegen. Die gleiche Bedeutung des Immobilienbesitzes ergibt sich aus dem Testament des Dogen Justinianus Particiacus von 829.
Im Pactum wird der Handel mit christlichen Sklaven untersagt – was einen weiträumigen Handel mit den Sarazenen voraussetzt – und es werden ausdrücklich die Holzrechte der Leute von Caorle und Grado im angrenzenden Friaul angeführt.
Venedig verpflichtete sich darüber hinaus, die Plünderungen der Slawen in Oberitalien zu unterbinden. Dies wiederum weist darauf hin, dass die Flucht der byzantinischen Führungsgruppen vor den Langobarden auch deren militärisches Potential in der Lagune konzentriert hatte. Venedig setzte schon sehr früh seine Kriegsflotte ein, um Byzanz zu unterstützen und seinen Handel zu schützen. Die Rückeroberung Ravennas (739/740), das an die Langobarden verloren gegangen war, stellt ein deutliches Anzeichen für die dritte Basis der Familienmacht dar, die sich in wenigen Händen ballte, nämlich das Militär, bzw. die Marine.

## Rezeption
In den Zusammenhang der Kämpfe mit Sarazenen und Slawen, dazu des Handelsrückgangs, stellt Samuele Romanin das Pactum Lotharii 1853 im ersten Band seines zehnbändigen Opus'  Storia documentata di Venezia. Dieses älteste Dokument venezianischer Diplomatie untersagte, so Romanin, jedes Eindringen in venezianisches Gebiet, das auf der Grundlage früherer Abmachungen, nämlich von Verträgen des ersten Dogen und des „Marcello maestro dei militi“ mit dem Langobardenkönig Liutprand umschrieben worden war, und wie sie Aistulf bestätigt hatte. Venezianer durften nicht mehr erworben und verkauft, ins Regnum Italicum Geflohene sollten zurückgeschickt, alle flüchtigen Sklaven ausgetauscht werden. Gesandte und Boten („ambasciatori“, „epistolarii“, „corrieri“) sollten geschützt, die jeweiligen Feinde nicht unterstützt, die gemeinsamen Feinde, die Slawen, bekämpft werden. Der venezianische Handel sollte nur noch mit Blick auf Pferde beschränkt sein, vorausgesetzt das Quadragesimum („il solito ripatico e la gabella del quadragesimo“), wurde entrichtet, das einem Vierzigstel der Ware entsprach. Die Venezianer durften Holz in den fränkischen Wäldern schneiden, vorausgesetzt, sie führten keine ganzen Bäume aus; auch sollten sie ihre Herden weiden dürfen. Den fränkischen Händlern sollte auch der Handel über See gestattet sein. Die wohl geflohenen Chioggioten sollten zurückkehren dürfen. Außerdem sollen die Depositen, die Sicherheiten, das geliehenen Kapitalien („i depositi, le cauzioni, i capitali affidati“) geschützt sein, die Verwaltung befreit sein. Die Kirchen und Klöster sollten wechselseitig respektiert sein. Beim Einsatz von „giuratori“ und der Bemessung der Geldstrafen wollte man den Bestimmungen der Lex salica und des langobardischen Rechts folgen, die in Italien in Gebrauch waren. Romanin grenzt das Pactum Lotharii, das in Pavia ausgestellt wurde, von einem bei Andrea Dandolo überlieferten Dokument aus Thionville ab, das noch Muratori in Teilen mit dem Pactum verwechselt habe. Da es früher zu anderen Deutungen des Pactums gekommen war, edierte Romanin die Quelle (auf S. 356–361).
Einen ganz anderen Ansatz verfolgte August Friedrich Gfrörer († 1861), um zu erklären, warum sich der Kaiser auf das Pactum eingelassen habe. Er glaubte in seiner erst elf Jahre nach seinem Tod erschienenen Geschichte Venedigs von seiner Gründung bis zum Jahre 1084, Lothar, der im Streit mit seinen Brüdern lag, habe sich, als Ludwig der Fromme starb, zum Abschluss des Pactums bereit erklärt, allerdings nur auf fünf Jahre (S. 181 f.). Dabei habe er vorsorglich die istrischen Bistümer, wohl 845, nicht Venedig, sondern Aquileia zugewiesen, denn inzwischen musste er sich ja nicht mehr den Rücken gegen seine Brüder freihalten, mit denen er sich 843 im Vertrag von Verdun geeinigt hatte.
Diese Bedeutung für die höchste Staatsebene bestritten spätere Historiker. Für sie war erst die Erneuerung des Pactums am 2. Dezember 967 (und die Anerkennung des Patriarchentitels) Anzeichen einer neuen Beziehung zwischen dem Dogen und dem Kaiser, wie Carlo Guido Mor argumentierte. Frühere Historiker hatten eine Kontinuität der Privilegienerneuerungen gesehen. Demzufolge erlangte der Doge Johannes II. Particiacus von Kaiser Karl III. am 10. Mai 883 in Mantua die Erneuerung der bereits unter seinem Vater Ursus im Jahr 880 erneuerten Privilegien, die wiederum auf das Pactum Lotharii von 840 zurückgeführt wurden. Die Erneuerung von 967 stellte im Übrigen gegenüber diesen früheren Pacta sowohl auf der ökonomisch-fiskalischen als auch der prozessualen Ebene eine Verschlechterung für Venedig dar, aber auch auf der territorialen, wie schon Adolf Fanta 1885 konstatierte. In Bezug auf die Verschlechterungen ist das Quadragesimum zu nennen, und auch die Nutzungsrechte, also vor allem Weiderechte und das Recht auf Holzeinschlag, wurden nicht weiter verbessert. Die summarische Prozedur wurde durch die umständlichere formale Prozedur abgelöst. Gravierend war durchaus die Territorialfrage, denn südlich von Chioggia gingen Brondolo und Fossone verloren, und damit wichtige Zentren der Salzgewinnung und der Kontrolle über Brenta und Etsch, die als schiffbare Flüsse Haupthandelswege darstellten. Außerdem blieb nunmehr die Grenze von Cittanova in der Zone zwischen Piave und Livenza ungeregelt (995 bis 996 führte dies zu einem heftigen Streit mit Johannes, dem Bischof von Belluno). Wichtig ist zudem, dass der periodische Zensus die Bezeichnung tributum erhielt und nunmehr auf Dauer angelegt war. Gegenüber dem Willen des Kaisers, das Herrschaftsgebiet nach Süden und Norden zu kontrollieren, erwies sich der Doge somit als schwach.
Marco Pozza hingegen argumentierte in seinem Beitrag zum Dizionario Biografico degli Italiani noch 2014, das Pactum habe die staatliche Souveränität Venedigs begründet, denn darin seien seine Grenzen festgelegt worden. Vor allem aber habe es sich um einen eigenständigen Vertrag gehandelt, ohne dass Konstantinopel dabei noch eine Rolle gespielt habe.
Stefano Gasparri konnte zeigen, dass die ökonomischen Bestimmungen des Pactums, insbesondere die zu Fluss- und Hafenabgaben, keinesfalls Neuerungen darstellten, und dass ihre Bedeutung von Cessi weit überschätzt worden war. Schon das von König Liutprand promulgierte Kapitular von Comacchio, das 715 oder 730 entstanden war, enthielt entsprechende, beinahe wörtlich mit dem Pactum übereinstimmende Bestimmungen. Es handelte sich also im Pactum wohl um Übernahmen sehr viel älterer Bestimmungen – wie es ja auch darin explizit heißt „secundum antiquam consuetudinem per portos nostros et flumina“. Diese Abgaben waren längst zur consuetudo geworden, zu einer gewohnten Abgabe. Allerdings ist die Rechtssicherheit, die hierin das Pactum durch seine Schriftform lieferte, nicht zu unterschätzen. Eine willkürliche Erhöhung der Abgaben zu Lasten der venezianischen Händler dürfte damit erschwert worden sein.
Anna Maria Pazienza folgte hingegen 2017 einer wiederum anderen Linie. Dabei spielt der Autor der Chronica de singulis patriarchis Nove Aquileie eine entscheidende Rolle, dem eine Reihe von Dokumenten aus dem Patriarchenarchiv noch vorgelegen haben muss. Unter diesen befand sich eine Art Brief, den Patriarch Fortunatus II. an seine Kleriker in Grado geschickt hatte, möglicherweise aus dem byzantinischen Exil, und der einem Testament ähnelt. Fortunatus listet darin seine Verdienste um die Gradenser Kirche auf, und er gibt seiner Hoffnung auf eine baldige Rückkehr Ausdruck. Seit Giordano Brunettin (1991) wird diese Quelle eher als Exzerpt einer Gerichtsakte aufgefasst, in der der Patriarch versuchte, seine Verdienste in den Vordergrund zu rücken, während er beschuldigt wurde, die Gradeser Kirche bestohlen zu haben. Pazienza führt angesichts dieses Zugriffs auf heute meist verlorene Dokumente aus, wie der Chronist die Wahl zum ersten Dogen schildert. Er setzt sie nämlich zu Zeiten des Kaisers Anastasius und des Langobardenkönigs Liutprand (also um 713) an und führt aus, wie dieser Paulicius einen Vertrag schloss und sich Cittanova vom Langobardenkönig zusichern ließ. Dies erinnere, so Pazienza, an den Text des Pactum Lotharii, worin der Kaiser den Grenzverlauf anerkennt, den einst Liutprand dem Paulicius und dem Magister militum Marcellus zugesichert habe. Für Pazienza garantierte Liutprand damit einen Vertrag zwischen Paulicius und Marcellus, der zugleich die Grenze von der Piave Maggiore zur Piave Secca verschob. Für die Autorin wurde damit die Grenze zwischen dem Langobardenreich und der byzantinischen Provinz Venedig festgelegt. Für sie ist Paulicius dementsprechend nicht der erste Doge Venedigs, wie es die venezianische historiographische Tradition seit einem Jahrtausend behauptet, sondern der Dux von Treviso. Die byzantinische Provinz hingegen wurde von jenem Marcellus regiert. „No peace agreement was ever concluded between King Liutprand and Venice, nor was Paulicio ever the duke of the lagoon city, as the chronicler states, misinterpreting – if deliberate or not is difficult to say – the evidence at his disposal: the pactum Lotharii or its following renevals“ (S. 42). Damit wäre ein Gründungsmythos Venedigs, abgeleitet aus dem Pactum Lotharii, eine bloße Rückprojektion einer der ältesten Chroniken Venedigs, abgeleitet aus dem Pactum.

## Textausgabe
- Monumenta Germaniae Historica, Capitularia regum Francorum, hrsg. von Alfred Boretius, Bd. 2, Hahn, Hannover, 1897, S. 130–135 Nr. 233.
- Roberto Cessi (Hrsg.): Documenti relativi alla storia di Venezia anteriori al Mille, Bd. I, Padua 1940, n. 55 f., S. 101–108 (Digitalisat) und Bd. II, n. 1, 14, 16, 21 f., 32 f., 47 f., 62, 69, S. 1, 19 f., 21–24, 28–32, 47–50, 81–86, 122–128, 137–139.